# Froiluba
Froiluba fue reina consorte de Asturias por su matrimonio con el rey Favila, segundo rey de Asturias e hijo de don Pelayo.

## Biografía
Su nombre, según Gregorio de Argaiz (siglo XVII) pudo ser una contracción de «Froila López», es decir, pudo ser hija de un Lope «señor de los antiguos cántabros y señores de Vizcaya», enlace que podía seguir las líneas de una política matrimonial entre los reyes astures y los miembros de la nobleza alavesa. El historiador García Moreno propone la hipótesis de que el duque Pedro de Cantabria pudo ser su padre.
Se desconoce casi todo lo referente a esta reina que contrajo matrimonio con Favila, segundo rey de Asturias e hijo de don Pelayo. Favila y Froiluba fueron los responsables de la construcción de la iglesia de la Santa Cruz de Cangas de Onís en la que ambos fueron sepultados, según refiere el cronista cordobés Ambrosio de Morales, aunque en la actualidad no se conservan sus restos mortales.
| Predecesora: Gaudiosa | Reina consorte de Asturias 737-739 | Sucesora: Ermesinda |